# Filippo Sardi
Filippo Sardi (Lucca, 18 ottobre 1736 – Lucca, 8 marzo 1826) è stato un arcivescovo cattolico italiano.

## Biografia
Eletto arcivescovo di Lucca nel 1789, resse l'arcidiocesi negli anni che videro la caduta della repubblica aristocratica, l'avvento del principato di Elisa Bonaparte e Felice Baciocchi e poi la nascita del ducato borbonico.
Nel 1799 fu inviato dal governo provvisorio di Lucca come mediatore per tentare di placare l'insurrezione antifrancese di Viareggio. 
Si oppose all'estensione a Lucca del concordato del 1803 tra Santa Sede e Repubblica italiana.
Fu consigliere di Maria Luisa, reggente del ducato di Lucca per conto del figlio Carlo, che spinse a ripristinare l'ordinamento ecclesiastico precedente l'età napoleonica (breve di papa Pio VII dell'8 aprile 1820).

## Genealogia episcopale e successione apostolica
La genealogia episcopale è:
- Cardinale Scipione Rebiba
- Cardinale Giulio Antonio Santori
- Cardinale Girolamo Bernerio, O.P.
- Arcivescovo Galeazzo Sanvitale
- Cardinale Ludovico Ludovisi
- Cardinale Luigi Caetani
- Cardinale Ulderico Carpegna
- Cardinale Paluzzo Paluzzi Altieri degli Albertoni
- Papa Benedetto XIII
- Papa Benedetto XIV
- Papa Clemente XIII
- Cardinale Luigi Valenti Gonzaga
- Arcivescovo Filippo Sardi

La successione apostolica è:
- Vescovo Cherubino Gioacchino Scali, O.F.M.Obs. (1823)